# Sol Pagella
Pour les articles homonymes, voir Pagella.
Sol Pagella est une joueuse de hockey sur gazon argentine. Elle évolue au poste d'attaquante à San Fernando et avec l'équipe nationale argentine.

## Biographie
Elle est née le 26 février 2002 à Buenos Aires.

## Carrière
- Elle a été appelée en équipe première en 2021 pour concourir aux Ligues professionnelles 2020-2021 et 2021-2022 sans jouer le moindre match[2],[3].

## Palmarès
- : 2e à la Ligue professionnelle 2020-2021.
- : 1re à la Ligue professionnelle 2021-2022.